# Galactagog

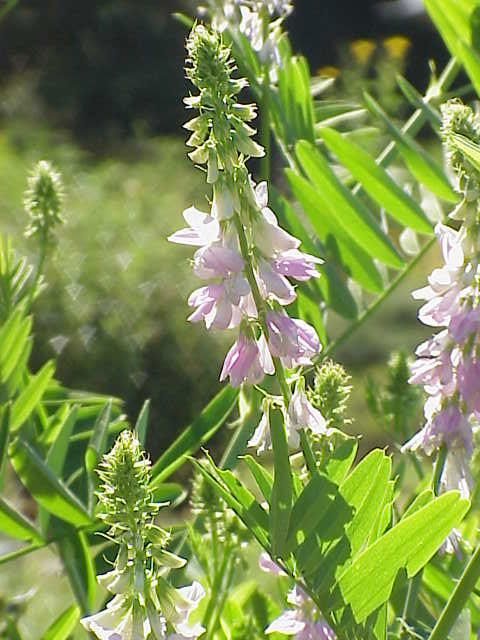
Galega officinalis

Un galactagog o galactogen és una substància, fàrmac o medicament que s'utilitza per augmentar la producció de llet en humans i uns altres animals. Pot ser sintètic, obtingut de planta, o endogen. Es té la hipòtesi que la majoria dels galactagogs interaccionen amb el sistema de dopamina de tal manera que augmenta la producció de prolactina de manera endògena. Els exemples inclouen el moniato, el card marià, la galega i el fenigrec, la prolactina (endogen), i la Domperidona i Metoclopramida d'origen sintètic.